# Johann Balthasar Hoyer
Johann Balthasar Hoyer (getauft 11. Februar 1693 in Hannover; gestorben 31. Mai 1741 ebenda) war ein deutscher Bildhauer. Er war Mitglied der vor allem auf dem Gebiet des heutigen Landes Niedersachsen und insbesondere in der Region Hannover tätigen Bildhauer-Familie Hoyer, von deren Kulturdenkmälern sich ungezählte Grabsteine des 17. und 18. Jahrhunderts vor allem rund um die niedersächsische Landeshauptstadt Hannover erhalten haben.

## Leben

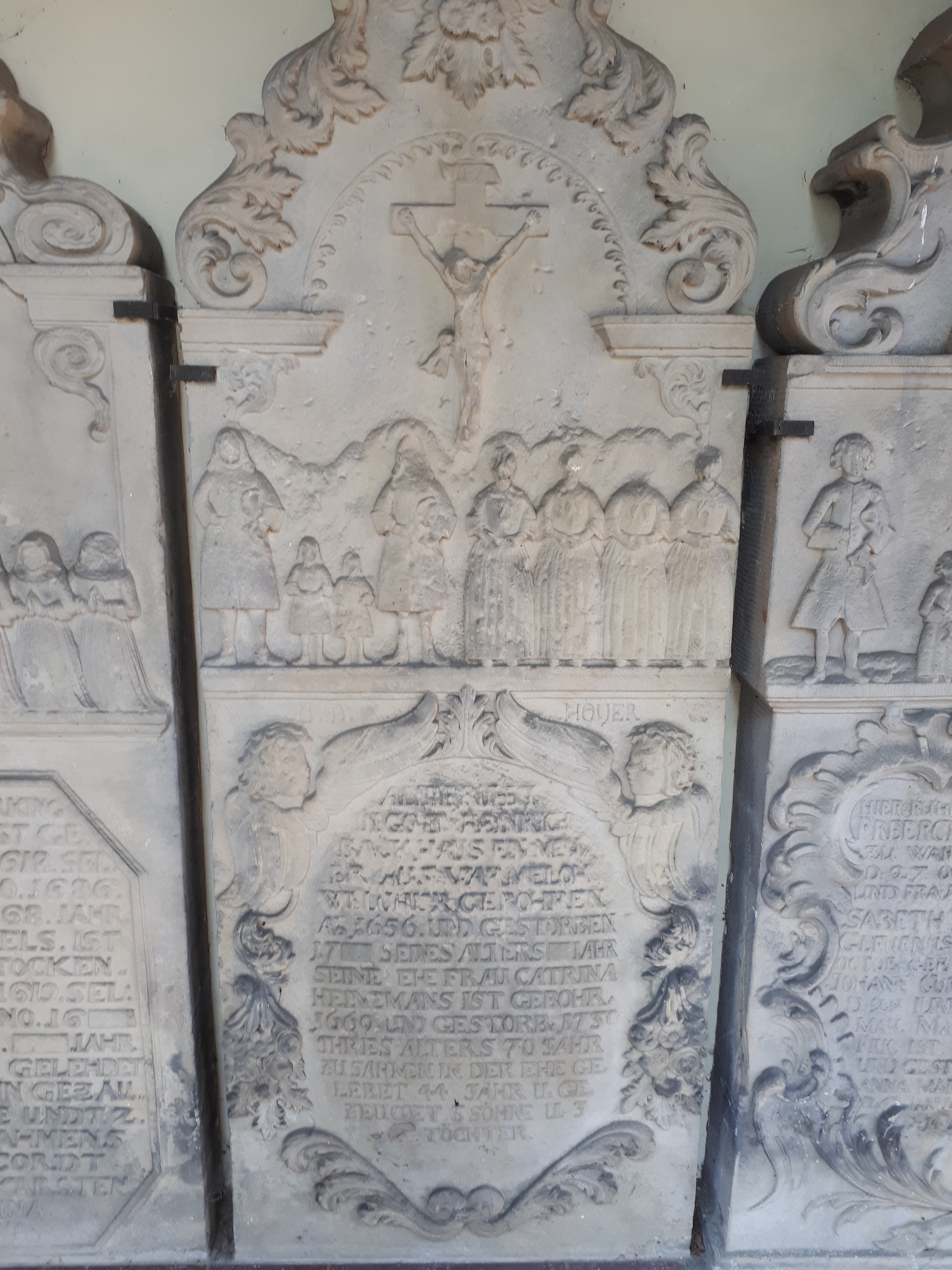
Heutiges Epitaph in der Formensprache des Barock für die Familie von Heinrich Backhaus auf dem alten Kirchfriedhof in Helstorf; Künstlersignatur „J. B. HÖYER“

Johann Balthasar Hoyer war das achte oder neunte von zehn Kindern des in den 1650er Jahren in Stolzenau geborenen und später in Hannover tätigen Bildhauers Curt Heinrich Hoyer und dessen 1659 in Barsinghausen geborenen Frau Sophia Tornay.
Er wurde am 11. Februar 1693 in der hannoverschen Kreuzkirche getauft und erwarb im Alter von 31 Jahren am 22. April 1722 als Bildhauer das Bürgerrecht der Stadt Hannover. Nur wenige Wochen später heiratete er am 5. Mai 1722 in der Kreuzkirche Elisabeth Grote, Tochter des Hofmeisters am hannoverschen Waisenhaus Grote. Kinder des Ehepaares waren noch in der zweiten Hälfte des 20. Jahrhunderts nicht zu ermitteln.
Als selbständiger Bildhauer wirkte Hoyer gut ein Viertel Jahrhundert, bevor 1747 in der Kreuzkirche seine Beisetzung zelebriert wurde. Seine Ehefrau heiratete nach dem Trauerjahr am 5. März 1748 in der Kreuzkirche den in Hannover tätigen Zimmermeister Jürgen Ludolph Brasche.

## Bekannte Werke
Grabsteine für
- die Familie des Heinrich Backhaus, dessen Ehefrau 1739 starb, auf dem alten Kirchfriedhof in Helstorf.[1]

- Heinrich Wedekind, dessen zweite Ehefrau 1718 starb, auf dem alten Kirchhof in Horst bei Garbsen[1]